# Joan Baptista Campos Cruañes
Joan Baptista Campos Cruañes (El Grau de Castelló, 1961 - Castelló de la Plana, 12 de març de 2013), metge d'emergències, escriptor valencià i viatger.
Va dirigir de 1996 a 2007 la revista de cultura i festa Plaça Major que edita la Federació de Colles de Castelló. Comença a escriure poesia durant la seua època d'estudiant universitari, a València, col·laborant en la revista Cicatriu on publica els seus primers versos. Com a poeta es dona a conèixer amb l'obra Encenalls de la memòria (Ajuntament de Castelló, 1996) que va obtindre el Premi Miquel Peris i Segarra. després ha publicat els poemaris Illes (Ajuntament de Benicarló, 1999), La sang (Editorial Tres i Quatre, 2001), Istanbul (Editorial 7 i mig, 2001), Quadern de l'Índia (Brosquil edicions, 2001), Pavelló d'Orient (Edicions 62, 2003), Ciutat remor (Bromera, 2003), Aquesta estranya quietud (Brosquil edicions, 2005) i Jardí Clos (Perifèric Edicions, 2008). Alguns dels seus poemes han estat inclosos en el llibre de didàctica de la poesia Racó de Poesia (Brosquil edicions, 2003). També ha fet incursions en la narrativa Contes d'estiu (Onada edicions, 2004) i El món en dotze postals (Editorial Proa, 2009).

## Obra[2]

### Poesia
1. Encenalls de la memòria. Ajuntament de Castelló, 1996
2. Illes. Ajuntament de Benicarló, 1999
3. La sang. Editorial Tres i quatre, 2001
4. Istanbul. Editorial 7 i mig, 2001
5. Quadern de l'Índia. Brosquil edicions, 2001
6. Pavelló d'Orient. Edicions 62, 2003
7. Ciutat remor. Bromera, 2003
8. Aquesta estranya quietud. Brosquil edicions, 2005
9. Jardí Clos. Perifèric edicions, 2008
10. Matèria d'aigua. Ajuntament de Castelló, 2013 (pòstum)[3]
11. Temps de clepsidra. Onada Edicions, 2016 (pòstum)

### Narrativa
1. Contes d'estiu. Onada Edicions, 2004
2. El món en dotze postals. Editorial Proa, 2009
3. El regal en la mirada. Onada Edicions, 2011

## Premis[2]
1. II Premis de la Mar. Premi de Poesia Miquel Peris i Segarra, 1996: Encenalls de la memòria
2. Premi de Poesia Senyoriu d'Ausiàs March de Beniarjó, 2000: La sang
3. Premi de Poesia Ciutat de Vila-real, 2002: Istanbul
4. I Premi de Poesia Jordi de Sant Jordi de La Vall d'Uixó: Quadern de l'Índia
5. Premi de Poesia Màrius Torres de Lleida, 2002: Pavelló d'Orient
6. Premi de Poesia Ibn Hazn de Xàtiva, 2002: Ciutat Remor
7. Premi Alambor de Narrativa, 2002: Contes d'estiu
8. Premi de Poesia Antoni Matutano d'Almassora, 2004: Aquesta estranya quietud
9. Premi de Poesia Manuel Garcia i Grau de la Universitat Jaume I de Castelló de la Plana, 2008: Jardí Clos
10. Premi de Narrativa Breu Josep Pascual Tirado, 2009: Històries naturals